# CodeIgniter
{{Infobox software
| naam = CodeIgniter
| logo =
| screenshot = 
| ontwerper = 
| ontwikkelaar = British Columbia Institute of Technology
| uitgebracht = 28 februari 2006 (19 jaar)
| laatste_versie =
| laatste_releasedatum =
| laatste_beta_versie =
| laatste_beta_releasedatum =
| status = Actief
| besturingssysteem = Multiplatform
| programmeertaal = PHP 8.1
| licentie = MIT-licentie
| genre = [[Werel(en) Projectpaginadwijd web|Web]]framework
| website = (en) Projectpagina
| portaal2 = Vrije software
}}
CodeIgniter is een opensource-framework geschreven in de objectgeoriënteerde programmeertaal PHP. CodeIgniter werd ontwikkeld door EllisLab en uitgebracht onder versie 3 van de Open Software License, een copyleftlicentie voor vrije software. De eerste versie van CodeIgniter verscheen op 28 februari 2006. Op 9 juli 2013 werd CodeIgniter door EllisLab in de etalage gezet waarna 'British Columbia Institute of Technology' de software overgenomen heeft.
CodeIgniter is ontworpen met het oog op snelheid en gebruiksgemak.

## Functies
CodeIgniter heeft volgende functies:
- Ondersteuning voor het active record patroon
- Gegevensvalidatie en HTML-formulieren
- XSS-filters
- Sessiebeheer
- Mailfunctie met bijlagen, HTML of tekst via meerdere protocollen (sendmail, SMTP en mail)
- Beeldmanipulatie (herschalen, bijsnijden en roteren) met GD, ImageMagick en NetPBM
- FTP-functionaliteiten
- Internationalisatie-ondersteuning
- Foutenlogs
- ZIP-compressie-functionaliteiten
- Sjablonen
- XML-RPC-ondersteuning
- Eenvoudige URL-structuur